# Cine Astor
El Cine Astor (en inglés: Astor Cinema) está ubicado en la calle 659 Beaufort, Mount Lawley, en Perth, Australia Occidental. Consta de varias salas de estilo art déco. El edificio fue originalmente conocido como el Teatro Lyceum (Lyceum Theatre) siendo diseñado por David McClure, y construido por Alexander Simon, cuya familia era propietaria del local.